# Discovery Harbour
Discovery Harbour es un lugar designado por el censo (en inglés, census-designated place, CDP) ubicado en el condado de Hawái, en el estado de Hawái, Estados Unidos. Según el censo de 2020, tiene una población de 1171 habitantes.

## Geografía
La localidad está ubicada en las coordenadas 19°2′29″N 155°37′31″O / 19.04139, -155.62528 (19.041504, -155.625412).